# Chrześcijaństwo w Pakistanie

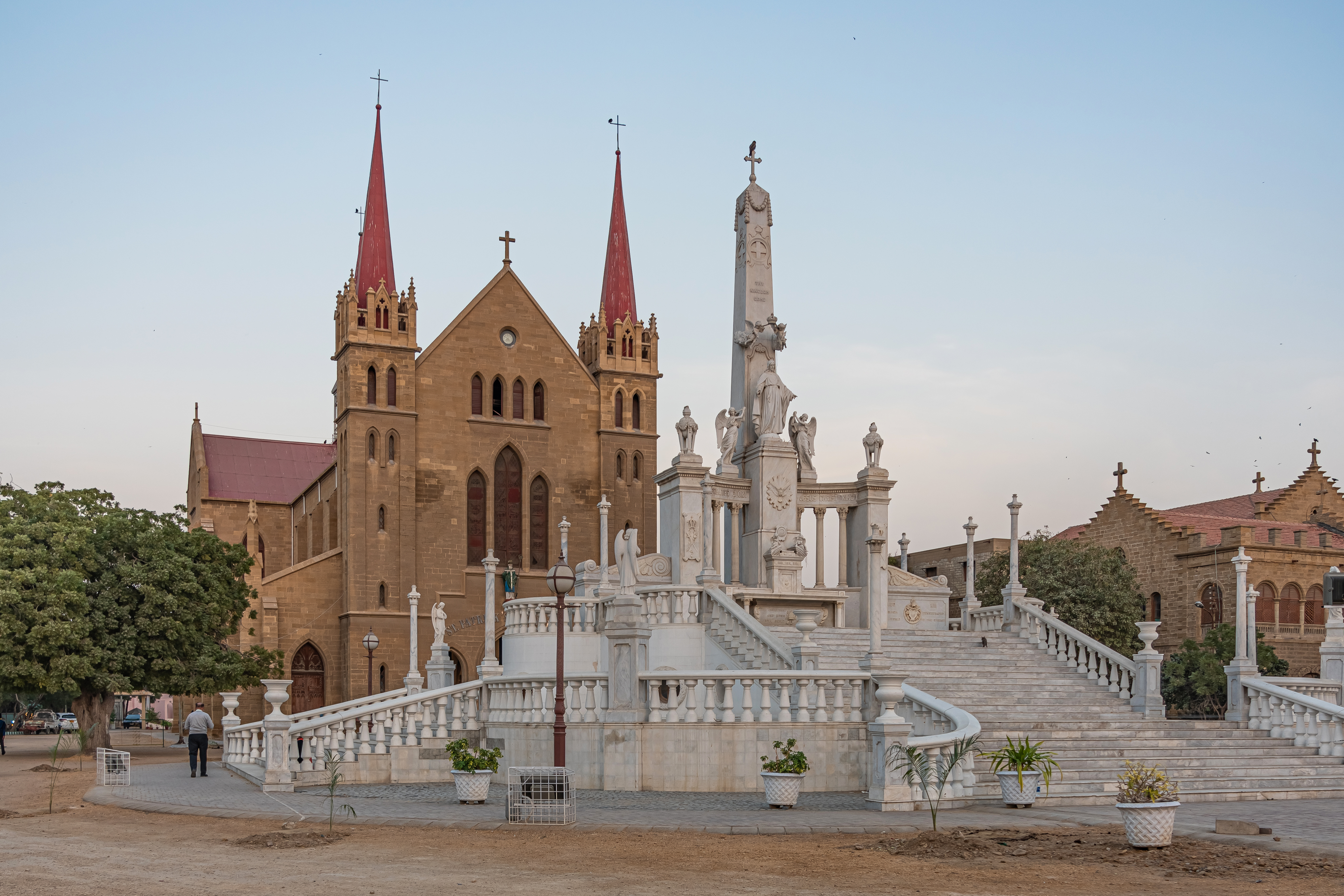
Katedra św. Patryka w Karaczi.

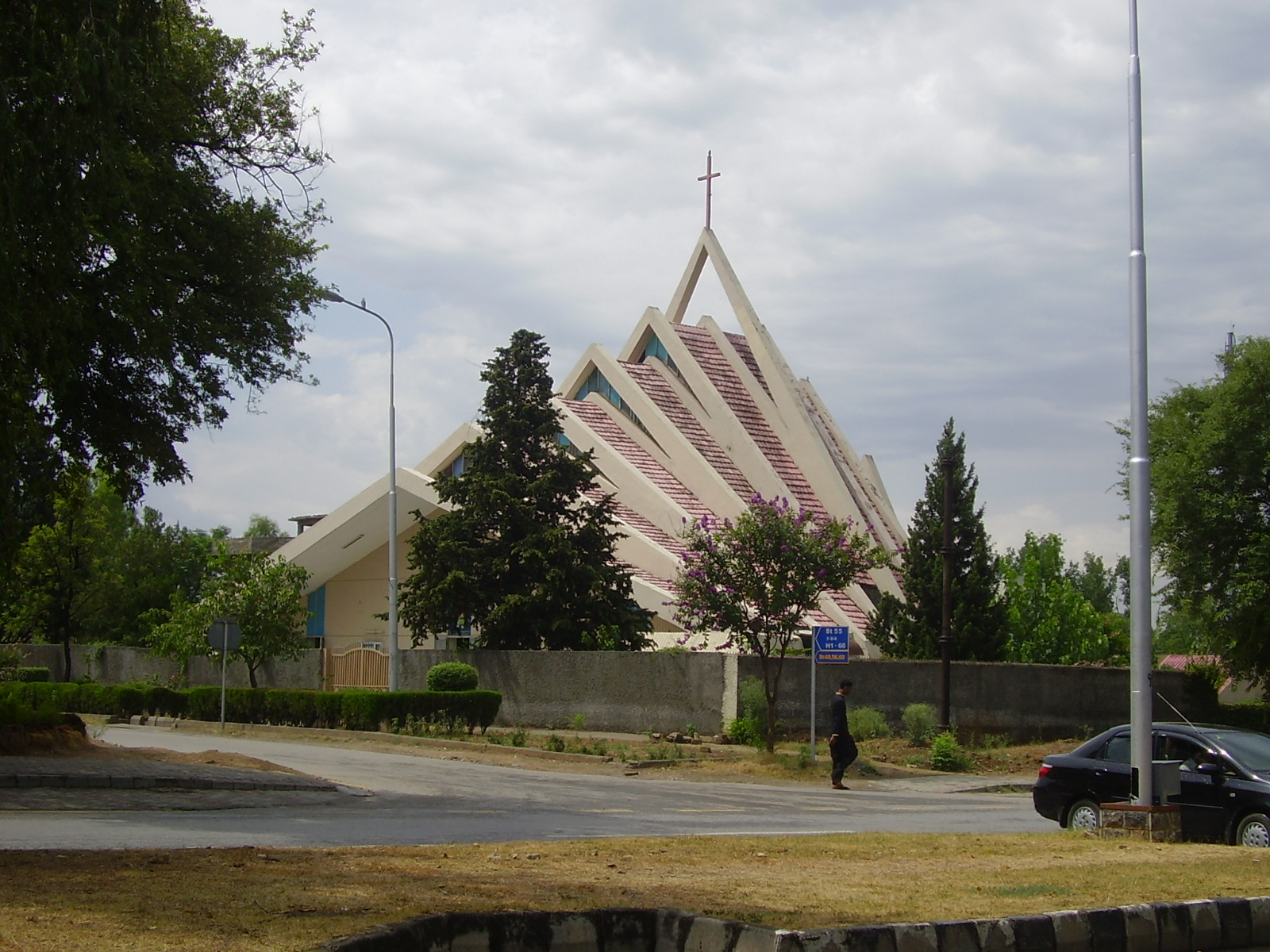
Kościół w Islamabadzie.

Chrześcijaństwo w Pakistanie – chrześcijanie są drugą co do wielkości religijną mniejszością w Pakistanie, po wyznawcach hinduizmu. Całkowita liczba chrześcijan to około 4,5 mln (2010 rok), co stanowi 2,45% mieszkańców tego kraju. Jedna trzecia z nich należy do Kościoła katolickiego, reszta to głównie protestanci.
Dane z 2010 roku, gdy ludność Pakistanu wynosiła 184 753 000 mieszkańców:
- Kościół Pakistanu: 1 430 000 wiernych (0,77%)
- Kościół katolicki: 1 320 000 wiernych (0,71%)
- Prezbiteriański Kościół Pakistanu: 484 000 wiernych (0,26%)
- Stowarzyszenie Reformacyjno-Prezbiteriańskie: 180 000 wiernych (0,1%)
- Zjednoczony Kościół Zielonoświątkowy: 135 000 wiernych (0,07%)
- Armia Zbawienia: 96 000 wiernych (0,05%)
- Zbory Pełnej Ewangelii: 64 000 wiernych (0,03%)
- Pakistańskie Zbory Ewangelii: 60 000 wiernych (0,03%)
- Chrześcijański Kościół Braterski: 44 000 wiernych (0,02%)
- Narodowy Kościół Metodystyczny: 27 170 wiernych (0,01%)
- Kościół Adwentystów Dnia Siódmego: 12 433 wiernych (0,01%)[2]
- Świadkowie Jehowy: 1259 głosicieli (najwyższa liczba w roku służbowym[a] 2023)[3].